# 常夜灯

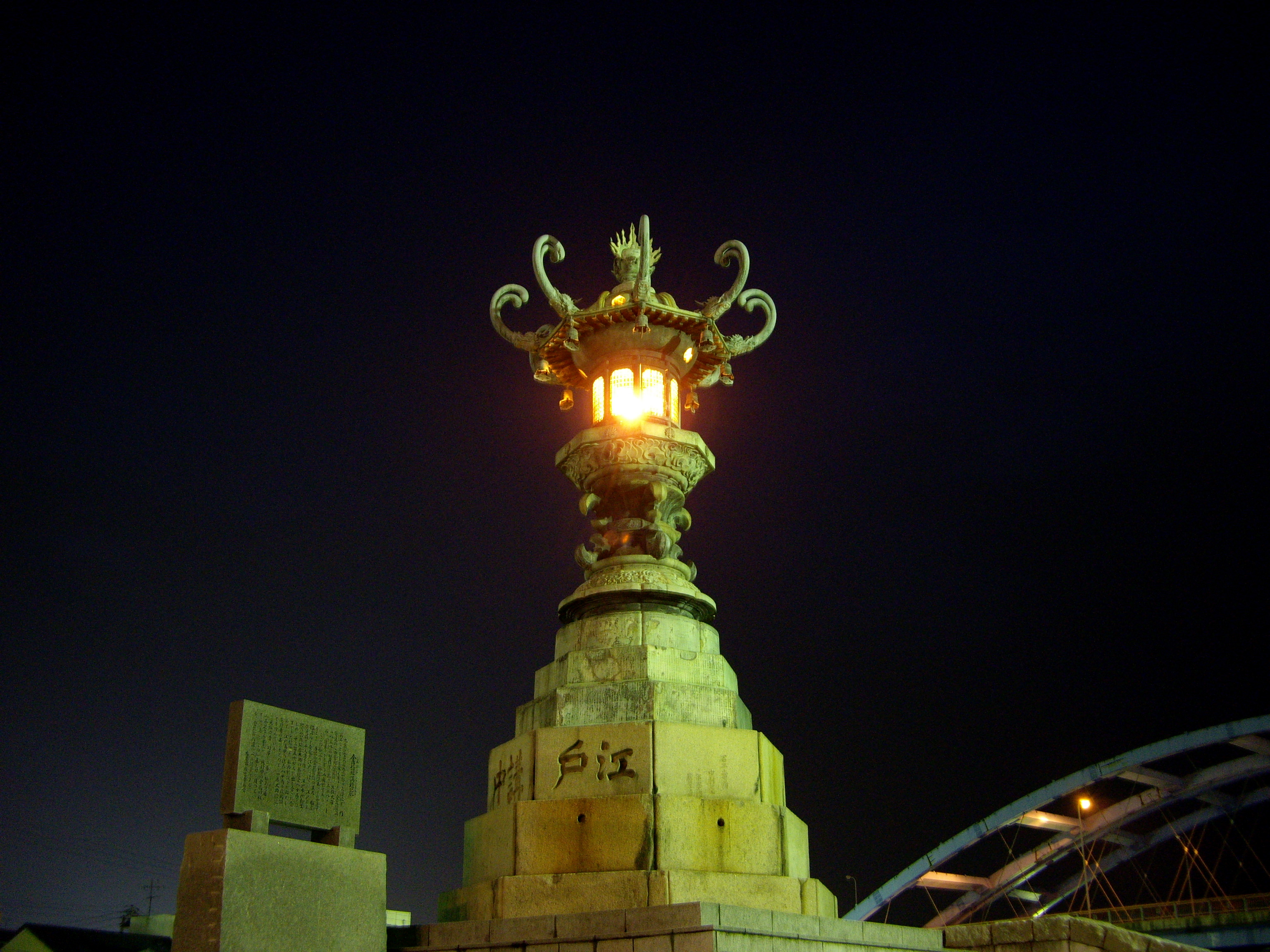
金毘羅船が発着した丸亀港の金毘羅講燈篭

常夜灯（常夜燈、じょうやとう）とは、一晩中つけておく明かりのこと。転じて街道沿いなどに設置されている建造物のことも指すようになった。

## 建造物の常夜灯
夜道の安全のため、街道沿いに設置されている常夜灯は、現在で言う街灯の役目を果たしており、街道の道標として設置されているものが多い。港町などには灯台の役目をした大型の常夜灯が設置されている。集落の中心や神社などの常夜灯は信仰の対象として設置されている。現在は電灯の発達により、明かりを点さなくなったり、取り壊されてしまう物も存在するが、町のシンボルとして親しまれている物も多い。昔はろうそくや菜種油を燃やして火をつけていたが、現在は電球をつけているので管理する人がいなくなった常夜灯が多い。常夜灯は主に石やコンクリートで作られている物が多く、神社などには青銅などで作られたものも存在する。静岡県遠州地方では常夜灯が灯籠の形状をしているものが多く、これを龍燈という。

## 照明器具としての常夜灯

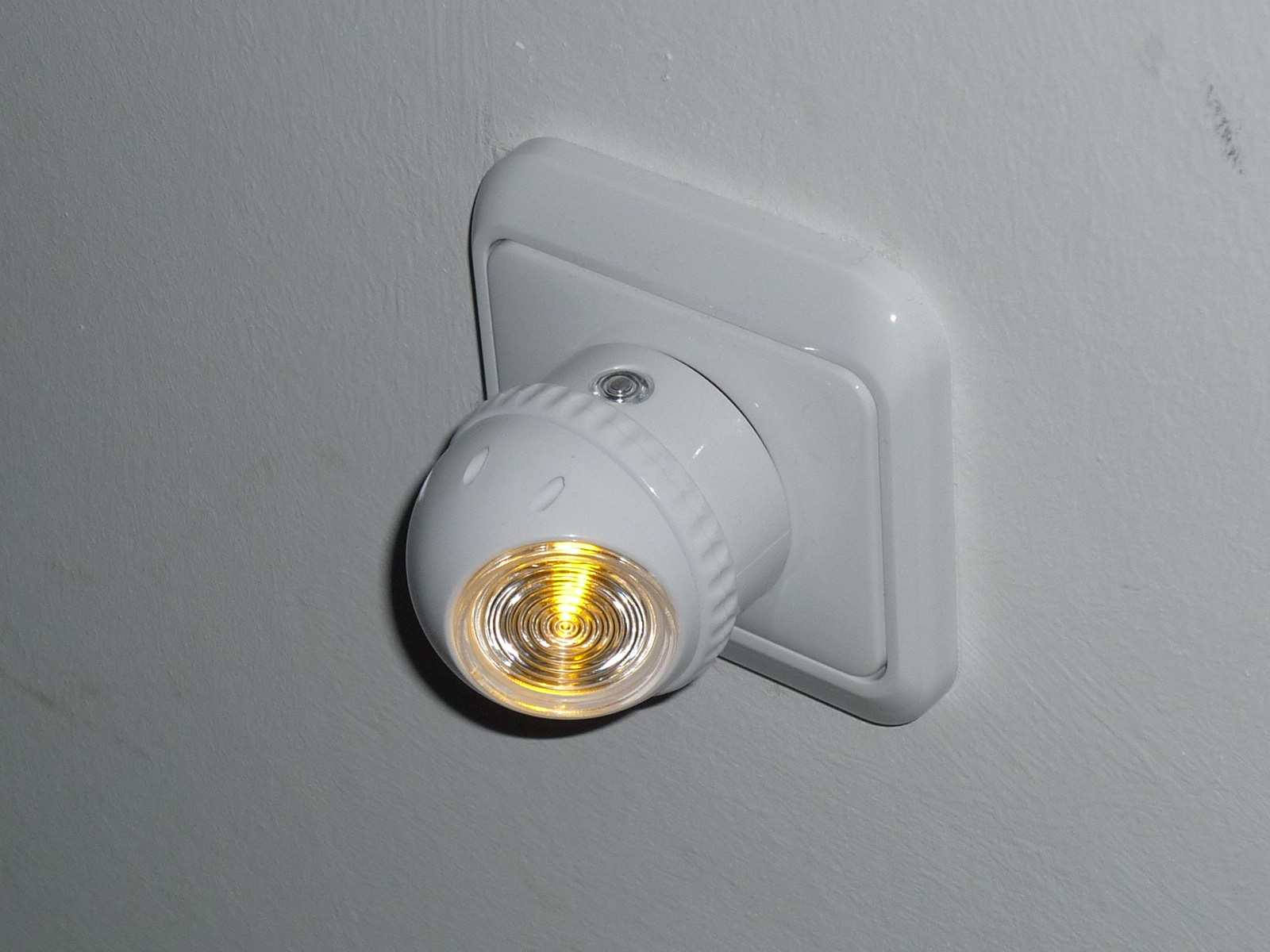
コンセント差し込み型のセンサー付きLED照明器具

家庭で使われる室内照明器具に組み込まれているナツメ球も常夜灯と呼ばれる。主に就寝中の安全確保のために使用する。スイッチを紐やリモコンで操作して段階的に切り替えて点灯させるタイプが一般的である。
庭に設置する常夜灯には、太陽光発電装置と光センサーを組み込んだものもあり、配線をせずに設置でき、周囲が暗くなると自動点灯するものもある。

## 著名な常夜灯
- 浜町の常夜燈 - 文政10年（1827年）建立、現存日本最古の常夜灯（青森県野辺地町）
- 金毘羅講燈篭（太助灯篭）- 丸亀港
- 高灯篭 - 金刀比羅宮参道
- おりゅう灯籠 - 出石の谷山川（旧：出石川）船着場
- 洲崎の高灯籠 - 敦賀港

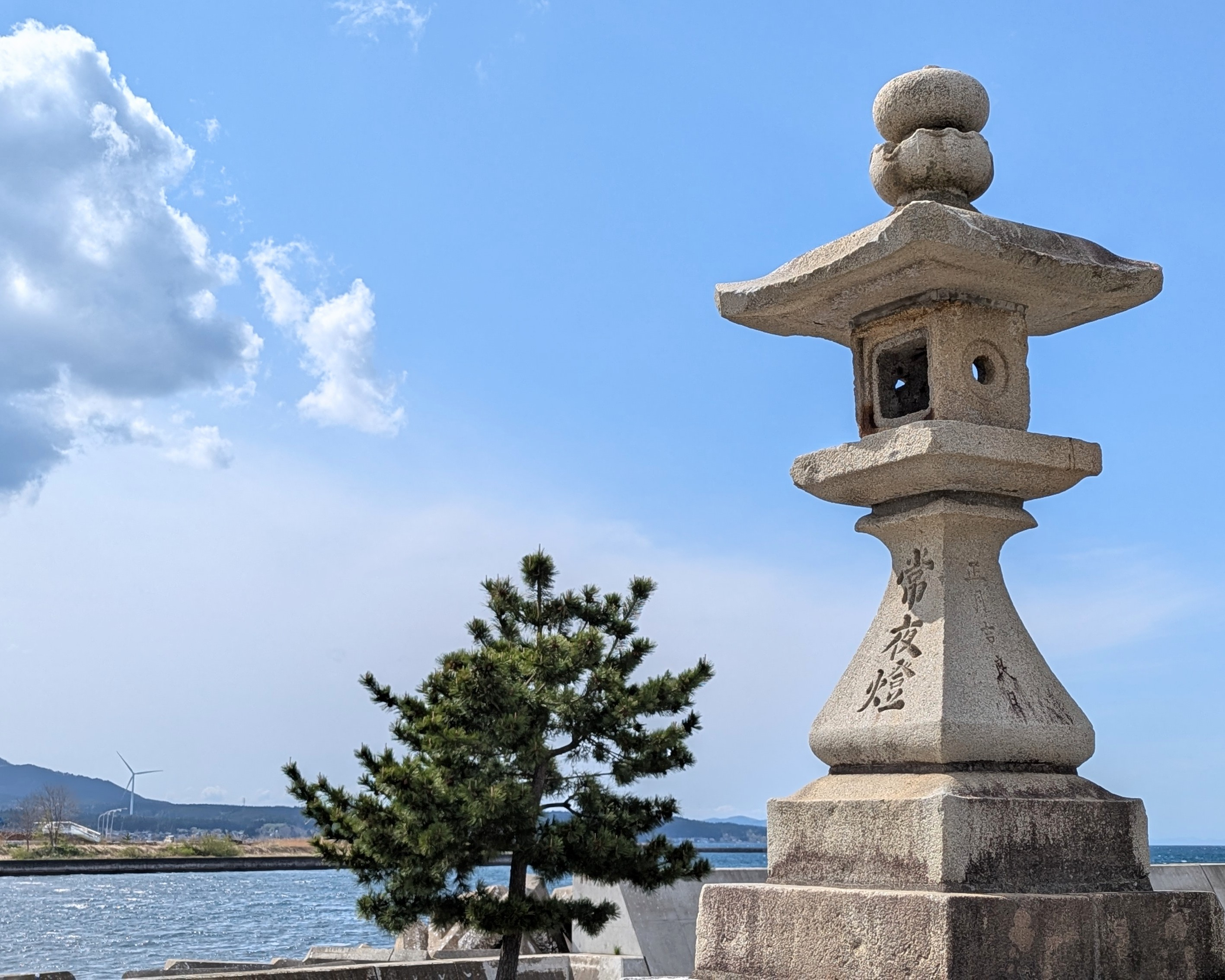
浜町の常夜燈
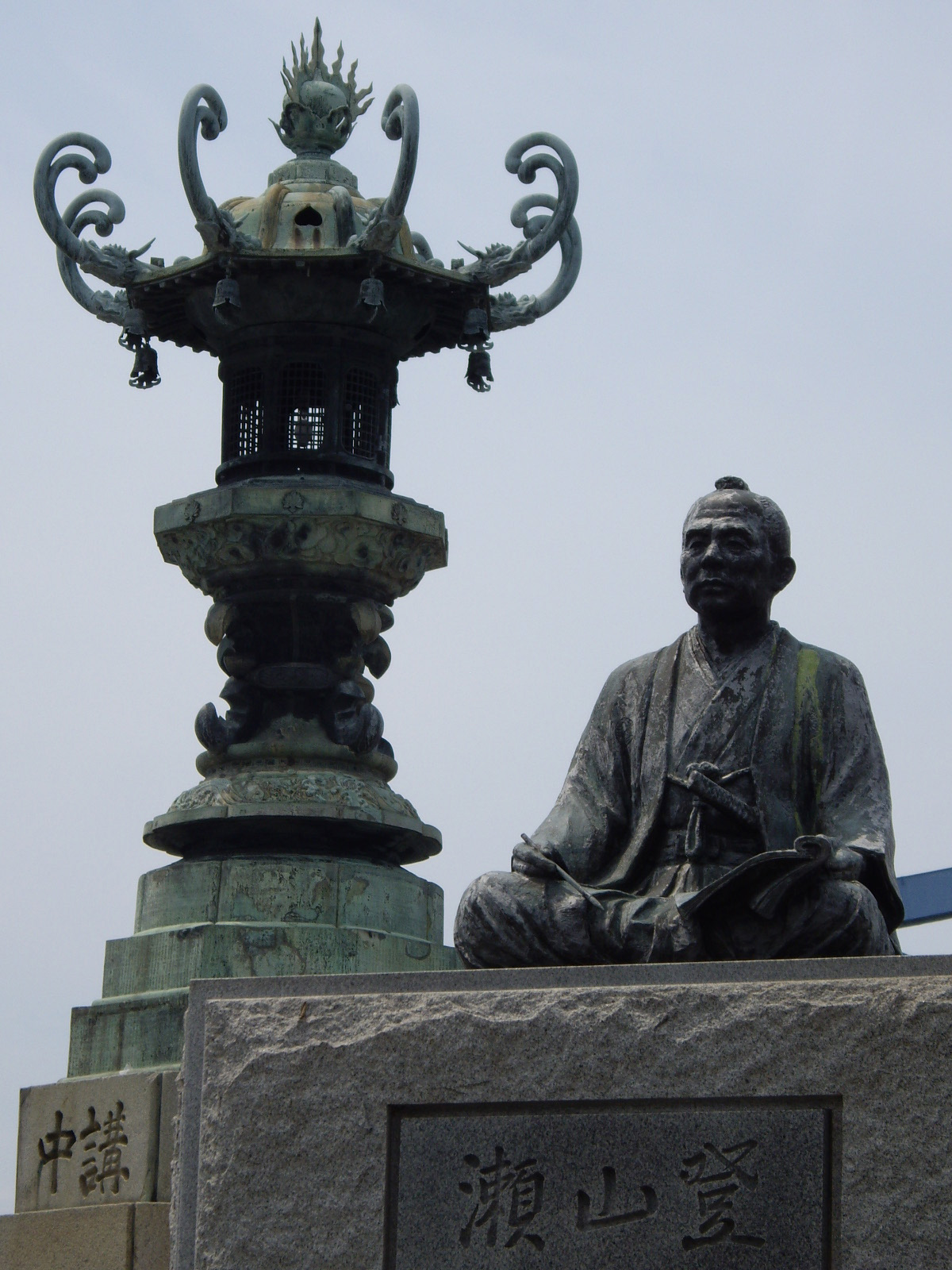
金毘羅講燈篭（太助灯篭）
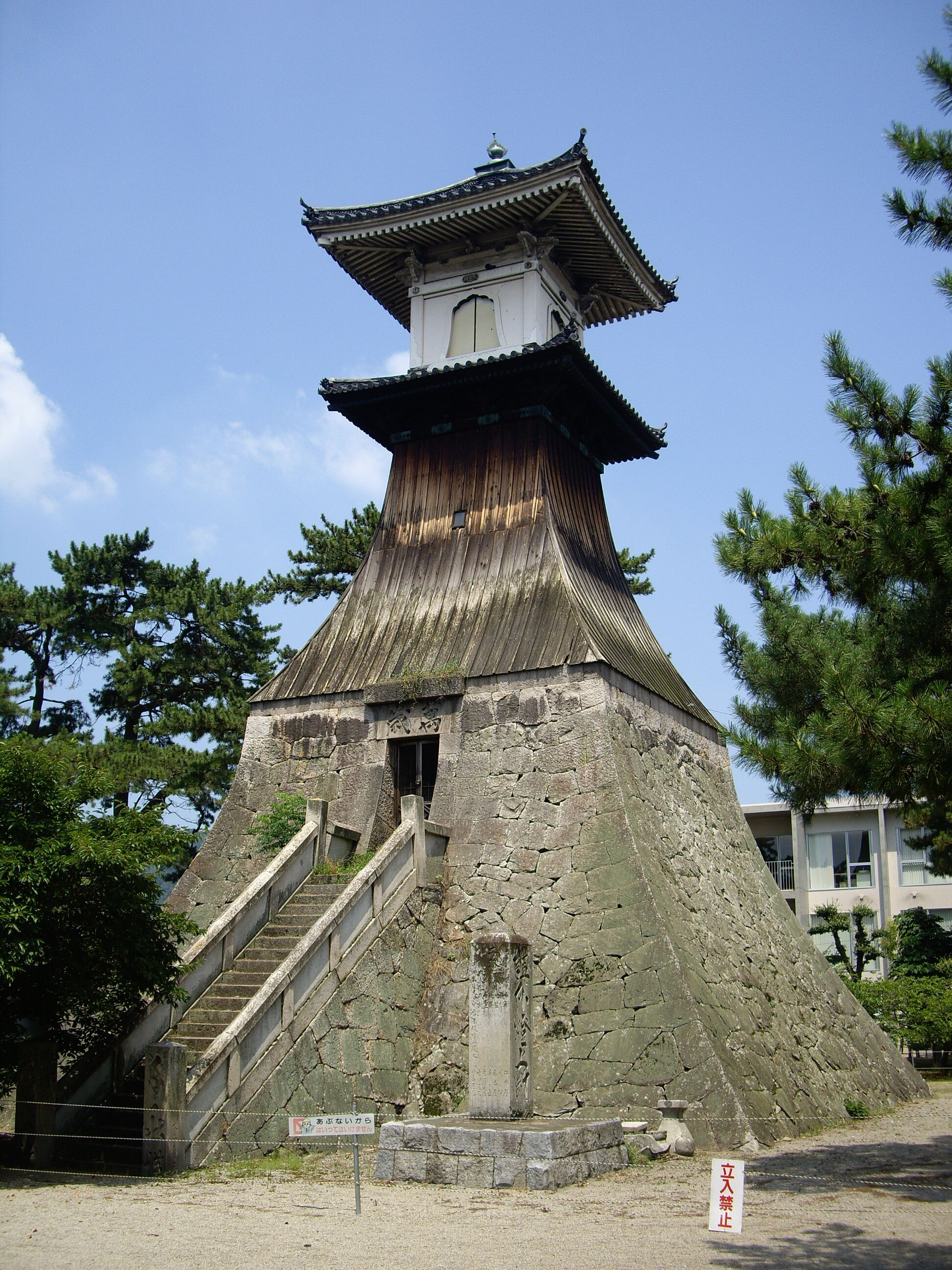
高灯篭（金刀比羅宮参道）
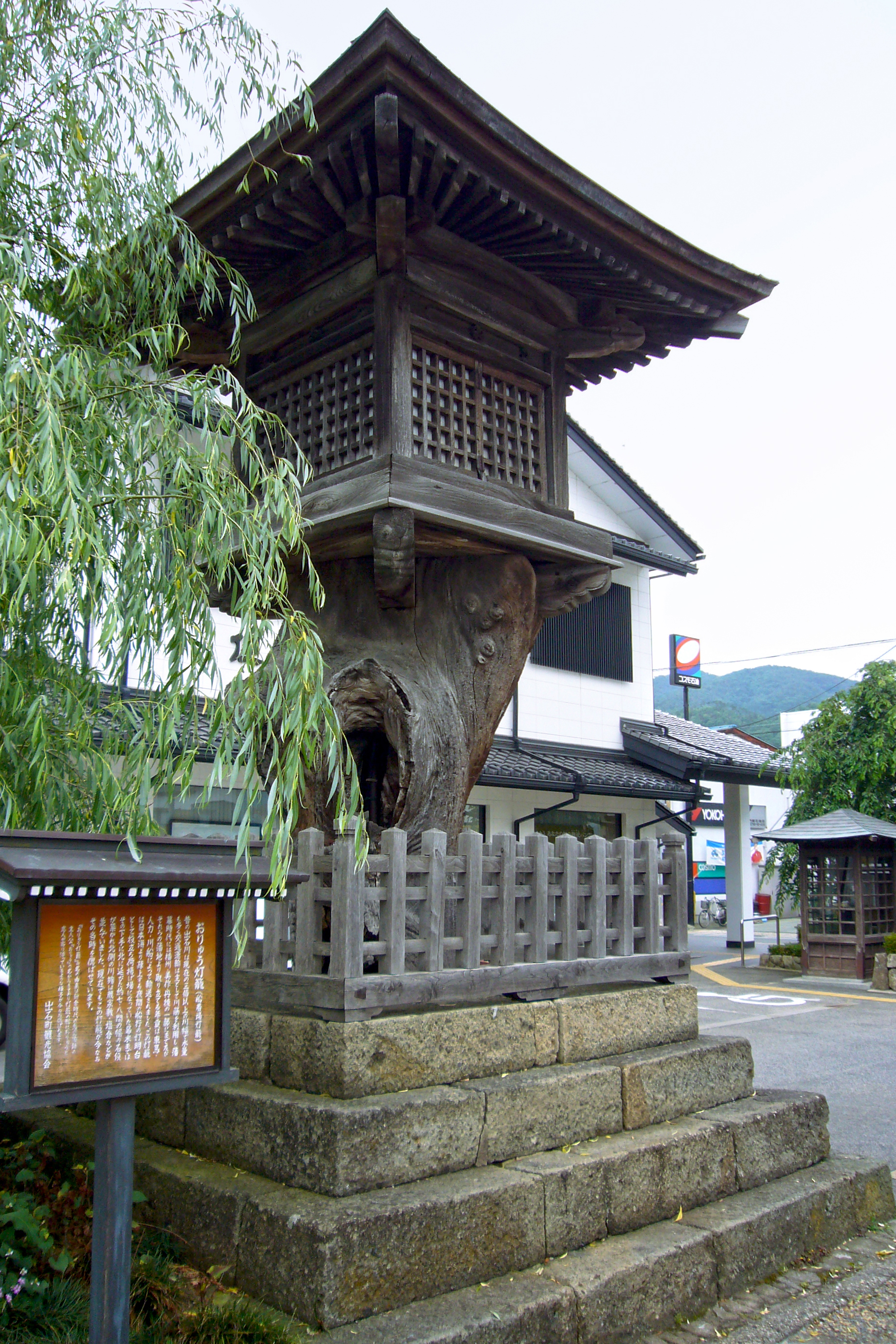
おりゅう灯籠（出石）
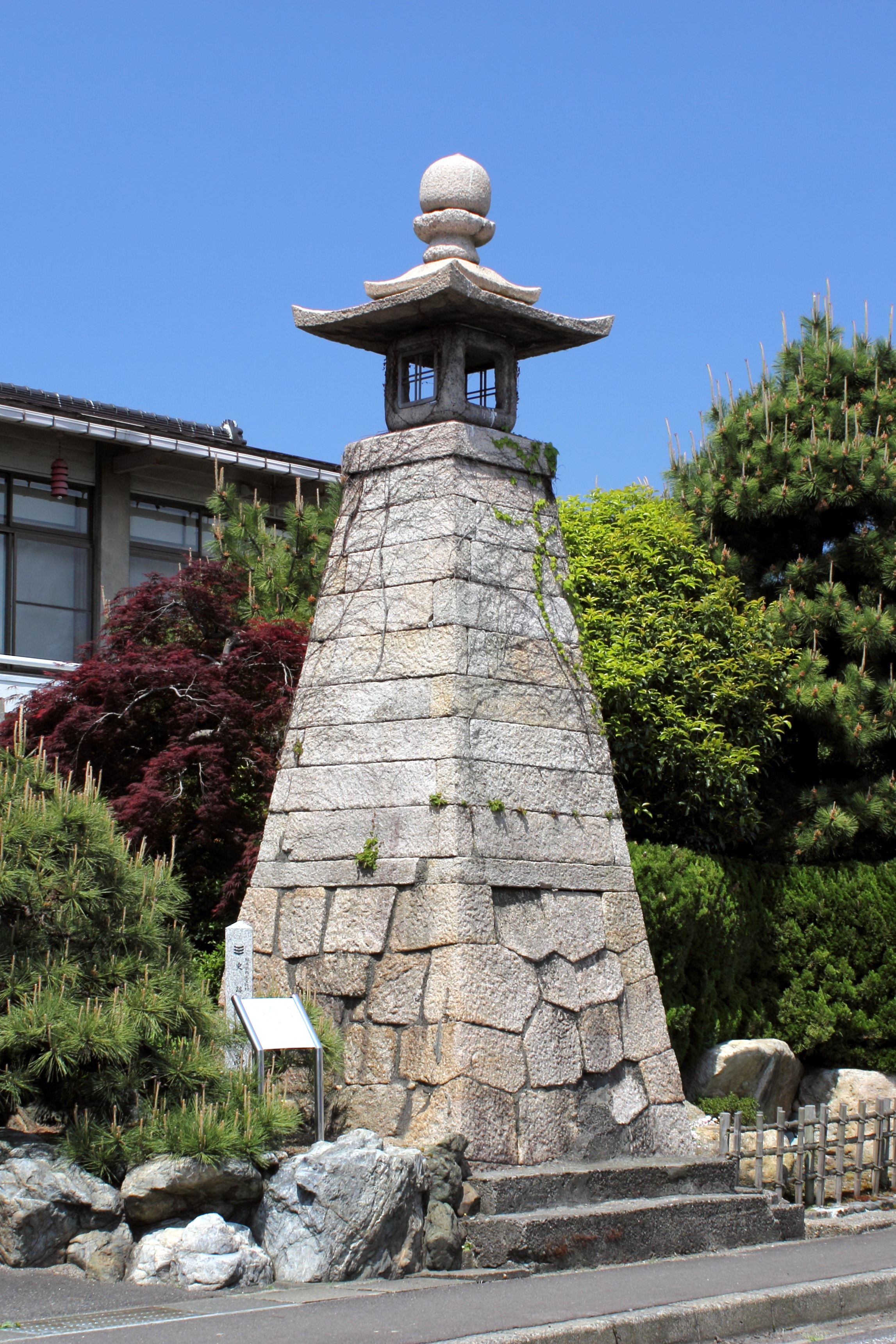
洲崎の高灯籠
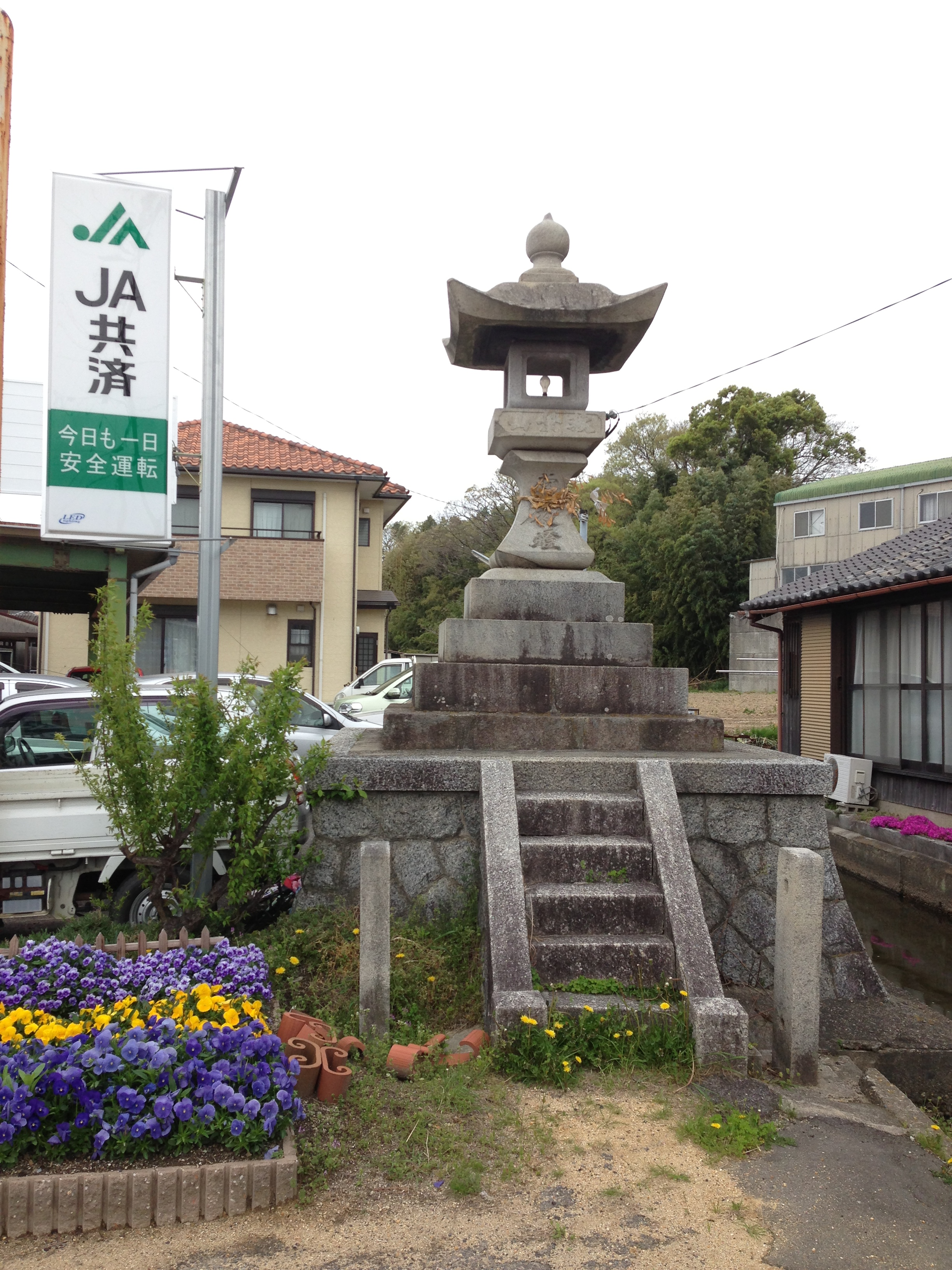
愛知県碧南市神有町にある常夜灯
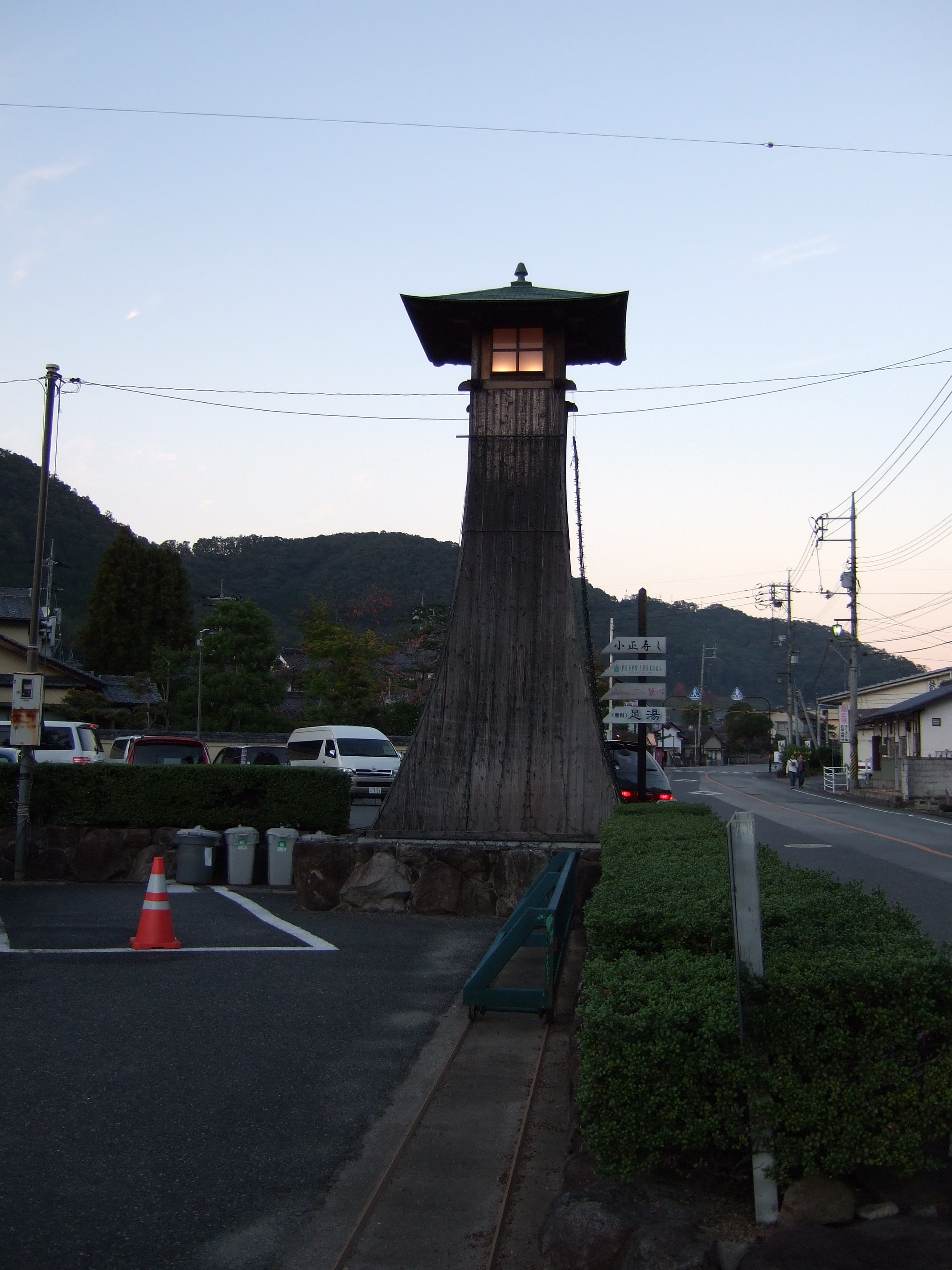
湯郷温泉にある常夜灯